# Enjeux-Les Échos
Publié depuis 1992, Enjeux-Les Échos est le supplément magazine du quotidien Les Échos, propriété du Groupe Les Échos, pôle médias de LVMH. Enjeux-Les Échos est vendu avec Les Échos chaque 1er vendredi du mois et possède une audience de 842 000 lecteurs (source : Audipresse 2009). 
Entièrement rénové en avril 2009, sous la houlette d’Éric Le Boucher, directeur de la rédaction, et de Marc Jézégabel, directeur adjoint de la rédaction, le magazine Enjeux-Les Échos a adopté une maquette épurée, plus moderne, plus rythmée, et recentré son contenu sur l’économie, le business et ses acteurs.
Enjeux-Les Échos analyse chaque mois les grands mouvements économiques, financiers, sociaux et culturels.